# Ordem da Família Real da Rainha Isabel II
A Ordem da Família Real da Rainha Isabel II (em inglês:Royal Family Order of Queen Elizabeth II) é uma grande honra oferecida como um sinal de estima pessoal sobre membros do sexo feminino da família real britânica ao serviço da rainha Isabel II do Reino Unido. Não é atribuída automaticamente. Não há nenhum anúncio público da honra. Normalmente, a única maneira se saber que tal condecoração foi dada, é de visualizar fotos ou vídeos de eventos oficiais, em que estejam presentes os membros da Família Real usando o traje oficial.

## Aparência
O emblema da Ordem da Família Real da rainha Isabel II mostra a rainha em vestido de noite usando a fita e a estrela da Ordem da Jarreteira. A miniatura, pintada sobre marfim, é emoldurada por diamantes e encimado por uma coroa de diamantes do período Tudor e por esmalte vermelho. O inverso, em ouro e prata, é padronizado com raios e retrata a cifra real e a Coroa de Santo Eduardo em ouro e esmalte. A fita é de seda amarela e forma um arco. É usado nos vestidos de cerimónia sobre o ombro esquerdo.

## Lista de destinatários conhecidos

### Falecidos
- SM a Rainha Maria - avó paterna de Isabel II (morta em 1953).
- SM a Rainha-mãe - mãe de Isabel II (morta em 2002).
- SAR Princesa Margarida, Condessa de Snowdon - irmã de Isabel II (morta em 2002).
- SAR a Princesa de Gales - nora de Isabel II, primeira esposa de seu filho Carlos, Príncipe de Gales (morta em 1997).
- SAR princesa Alice, Duquesa de Gloucester - tia por matrimônio de Isabel II, através de seu casamento com Henrique, Duque de Gloucester, tio paterno de Isabel II (morta em 2004).
- SAR princesa Marina, Duquesa de Kent - tia por matrimônio de Isabel II, através de seu casamento com Jorge, Duque de Kent, tio paterno de Isabel II (morta em 1968).
- SAR a Princesa Real e Condessa de Harewood - tia paterna de Isabel II (morta em 1965)
- SAR princesa Alice, Condessa de Athlone - tia-avó por matrimônio de Isabel II, através de seu casamento com Alexandre de Teck (tio- avô de Isabel II, irmão de sua avó paterna Maria de Teck). Alice também era prima de Isabel II, por ser prima em primeiro grau do rei Jorge V, avô paterno de Isabel II (morta em 1981).

### Atual
- SAR a Princesa Real (filha de Isabel II)
- SM a Rainha (nora de Isabel II e esposa do Rei Carlos III)
- SAR a Duquesa de Edimburgo (nora da rainha Isabel II)
- SAR a Duquesa de Gloucester (esposa do príncipe Ricardo, primo de Isabel II)
- SAR a Duquesa de Kent (esposa do príncipe Eduardo, primo de Isabel II)
- SAR princesa Alexandra, a Honrável lady Ogilvy (prima de Isabel II)
- SAR a Princesa de Gales (esposa do príncipe Guilherme, neto de Isabel II)